# دو اصلی
دو اصلی (به انگلیسی: Dyad) و (به یونانی: Duados) این لفظ مشتق از Duo به معنی دو است. عبارت است از قول به اینکه اصول و مبادی وجود که می‌توان تمام اشیاء را به آنها تأویل کرد، دو اصل است. مثل دوگانگی واحد و ماده (از این جهت که ماده مبدأ تعیّن است) یا دوگانگی واحد و غیر متناهی نزد فیثاغورسیان یا دوگانگی جهان مثل و جهان محسوسات نزد افلاطون.
جواهر آحاد مونادها به منزله واسطه‌ای بین احد و عقل می‌باشند. با توجه به اینکه اولین صادر به نظر پروکلس لیکایوس، وجود است و عقل در مرتبه پس از آن قرار دارد، طبعاً مونادها به عنوان جهات وجودی و جنبه‌های مُشارِک این وجود، نقش اساسی در ظهور تکثرات عقلی و پس از عقل ایفا می‌کند. این امر که قبل از هر چیز ترکیبی از محدود و نامحدود موجود است، از گزاره‌های مهم مبادی الهیات پروکلس، هست و این دوگانگی(dyad) خود منشأ سایر تکثرات، در بقیه عوالم است که از آنها به جواهر آحاد (مونادها monuds) یاد می‌شود و به نوبه خود جنبه مشارک (شرکت‌پذیر) موجود در عوالم و ساحتهای دیگر وجود است.